# Composition des équipes masculines de hockey sur gazon aux Jeux panaméricains de 2023
Cette page contient la liste de toutes les équipes et leurs joueurs participant à l'épreuve masculine de hockey sur gazon aux Jeux panaméricains de 2023 à Santiago au Chili. La sélection définitive des 16 joueurs qui disputent les Jeux panaméricains au Chili est présentée au COC[réf. nécessaire].

## Poule A

### Argentine
La composition a été annoncée le 22 août 2023.
Entraîneur :  Mariano Ronconi
| Numéro | Joueur              | Date de naissance | Âge | Sélections |
| ------ | ------------------- | ----------------- | --- | ---------- |
| 1      | Tomás Santiago (GB) | 15 juin 1992      | 31  | 56         |
| 4      | Juan Catán          | 5 octobre 1995    | 28  | 59         |
| 7      | Nicolás Keenan      | 6 mai 1997        | 26  | 62         |
| 9      | Maico Casella       | 5 juin 1997       | 26  | 113        |
| 11     | Lucas Toscani       | 22 septembre 1999 | 24  | 42         |
| 14     | Nicolás della Torre | 1er mars 1990     | 33  | 81         |
| 16     | Nicolás Cicileo     | 1er octobre 1993  | 30  | 97         |
| 17     | Santiago Tarazona   | 31 mai 1996       | 27  | 106        |
| 18     | Federico Monja      | 12 septembre 1993 | 30  | 58         |
| 21     | Tomás Domene        | 4 septembre 1997  | 26  | 56         |
| 22     | Matías Rey (C)      | 1er décembre 1984 | 38  | 267        |
| 23     | Lucas Martínez      | 17 novembre 1993  | 29  | 110        |
| 26     | Agustín Mazzilli    | 20 juin 1989      | 34  | 251        |
| 27     | Tadeo Marcucci      | 3 mai 2001        | 22  | 13         |
| 29     | Thomas Habif        | 27 mai 1996       | 27  | 55         |
| 30     | Agustín Bugallo     | 23 avril 1995     | 28  | 116        |

### Chili
La composition a été annoncée le 14 septembre 2023.
Entraîneur :  Jorge Dabanch
| Numéro | Joueur                | Date de naissance | Âge | Sélections |
| ------ | --------------------- | ----------------- | --- | ---------- |
| 5      | Adrián Henríquez (GB) | 14 juillet 1986   | 37  | 136        |
| 6      | Vicente Goñi          | 30 novembre 1995  | 27  | 66         |
| 8      | Fernando Renz (C)     | 15 février 1994   | 29  | 90         |
| 9      | José Maldonado        | 4 novembre 1994   | 28  | 107        |
| 10     | Martín Rodríguez      | 26 mars 1990      | 33  | 178        |
| 11     | Kay Gesswein          | 28 août 1999      | 24  | 32         |
| 13     | Andrés Pizarro        | 7 décembre 1999   | 23  | 50         |
| 14     | Juan Amoroso          | 8 juillet 1997    | 26  | 76         |
| 15     | José Hurtado          | 18 mars 1999      | 24  | 63         |
| 17     | Felipe Renz           | 29 avril 1997     | 26  | 62         |
| 20     | Raimundo Valenzuela   | 10 mai 2002       | 21  | 24         |
| 24     | Axel Richter          | 8 novembre 1994   | 28  | 59         |
| 26     | Axel Troncoso         | 25 février 1997   | 26  | 63         |
| 27     | Sebastián Wolansky    | 11 mars 2003      | 20  | 5          |
| 28     | Nils Strabucchi       | 28 avril 1999     | 24  | 42         |
| 31     | Franco Becerra        | 2 décembre 1997   | 25  | 49         |

### Mexique
La composition a été annoncée le 25 septembre 2023.
Entraîneur :  Pol Moreno
| Numéro | Joueur              | Date de naissance | Âge | Sélections |
| ------ | ------------------- | ----------------- | --- | ---------- |
| 2      | Alberto Rangel      | 10 juillet 2002   | 21  | 10         |
| 4      | Miguel León         | 28 janvier 1989   | 34  | 65         |
| 5      | Luis Ortíz          | 5 janvier 2002    | 21  | 5          |
| 7      | Guillermo González  | 22 janvier 1995   | 28  | 26         |
| 8      | Pablo Muñoz         | 18 janvier 1997   | 26  | 14         |
| 9      | Erick Hernández     | 22 août 2000      | 22  | 9          |
| 10     | Alexander Palma (C) | 1er août 2001     | 22  | 27         |
| 16     | Kevin Amador        | 2 décembre 2001   | 21  | 10         |
| 17     | Daniel Castillo     | 10 mai 1995       | 28  | 70         |
| 18     | Matías Guzman       | 8 décembre 2001   | 21  | 7          |
| 19     | André Benedith      | 10 novembre 2003  | 19  | 5          |
| 23     | Luis Villegas       | 27 février 2000   | 23  | 36         |
| 24     | Jorge Gómez         | 24 novembre 2000  | 22  | 31         |
| 25     | Juan Sosa           | 4 février 2002    | 21  | 22         |
| 26     | Jorge Estrada       | 12 février 2002   | 21  | 16         |
| 30     | Oscar Copado (GB)   | 30 août 2003      | 20  | 8          |

### Pérou
La composition a été annoncée le 7 septembre 2023.
Entraîneur :  Patricio Martínez
| Numéro | Joueur               | Date de naissance | Âge | Sélections |
| ------ | -------------------- | ----------------- | --- | ---------- |
| 1      | Diego Chipana (GB)   | 23 juin 1990      | 33  | 40         |
| 2      | Vincenzo de Martis   | 22 juillet 1993   | 30  | 53         |
| 3      | Angelov Contreras    | 16 mai 2002       | 21  | 7          |
| 4      | Camilo Cotrina       | 5 décembre 2005   | 17  | 0          |
| 5      | Guillermo Power (GB) | 5 novembre 1992   | 30  | 7          |
| 6      | Adrián Huachillo     | 16 septembre 2002 | 21  | 8          |
| 7      | Gianfranco Curo      | 19 février 2003   | 20  | 8          |
| 8      | Ernesto Costa        | 1er juillet 2005  | 18  | 0          |
| 9      | Darwin Chávez        | 30 octobre 2002   | 20  | 8          |
| 10     | Rodrigo Díaz (C)     | 27 décembre 1990  | 32  | 48         |
| 11     | Jefferson Arcos      | 26 octobre 2002   | 22  | 0          |
| 13     | Daniel Huanca        | 30 octobre 1996   | 26  | 14         |
| 14     | Daniel Rehder        | 10 avril 1992     | 31  | 0          |
| 15     | Manuel Barco         | 13 avril 2006     | 17  | 7          |
| 16     | Fernando López       | 13 mai 1997       | 26  | 35         |
| 17     | Gabriel Pezo         | 27 mai 2005       | 18  | 8          |

## Poule B

### Canada
La composition a été annoncée le 26 septembre 2023.
Entraîneur :  Patrick Tshutshani
| Numéro | Joueur              | Date de naissance | Âge | Sélections |
| ------ | ------------------- | ----------------- | --- | ---------- |
| 1      | Floris van Son      | 5 février 1992    | 31  | 52         |
| 5      | Devohn Noronha      | 9 février 1989    | 34  | 113        |
| 8      | Oliver Scholfield   | 11 septembre 1993 | 30  | 95         |
| 10     | Keegan Pereira      | 8 septembre 1991  | 32  | 200        |
| 11     | Balraj Panesar      | 16 mars 1996      | 27  | 85         |
| 13     | Brendan Guraliuk    | 14 mai 2000       | 23  | 31         |
| 15     | Sean Davis          | 15 juillet 2000   | 23  | 5          |
| 16     | Gordon Johnston (C) | 30 janvier 1993   | 30  | 198        |
| 17     | Brenden Bissett     | 28 janvier 1993   | 30  | 156        |
| 20     | Fin Boothroyd       | 9 mars 1999       | 24  | 41         |
| 21     | Matthew Sarmento    | 23 juin 1991      | 32  | 144        |
| 24     | James Kirkpatrick   | 29 mars 1991      | 32  | 114        |
| 26     | Samuel Cabral       | 23 février 1999   | 24  | 17         |
| 29     | Taylor Curran       | 19 mai 1992       | 31  | 204        |
| 30     | Ethan McTavish (GB) | 1er mai 2000      | 23  | 4          |
| 33     | Thomson Harris      | 15 août 1998      | 25  | 5          |

### États-Unis
La composition a été annoncée le 18 septembre 2023.
Entraîneur :  Harendra Singh
| Numéro | Joueur               | Date de naissance | Âge | Sélections |
| ------ | -------------------- | ----------------- | --- | ---------- |
| 1      | Jonathan Klages (GB) | 14 mai 1997       | 26  | 45         |
| 3      | Michael Barminski    | 11 février 1993   | 30  | 98         |
| 5      | Pat Harris           | 13 mars 1985      | 38  | 162        |
| 7      | Finlay Quaile        | 8 août 2000       | 23  | 4          |
| 8      | Paul Singh           | 11 mars 1993      | 30  | 96         |
| 12     | Ajai Dhadwal         | 13 août 1993      | 30  | 129        |
| 14     | Aki Kaeppeler        | 10 juillet 1994   | 29  | 86         |
| 15     | Kei Kaeppeler        | 17 juin 1997      | 26  | 38         |
| 17     | Christian Deangelis  | 13 février 1999   | 24  | 48         |
| 18     | Nicolas Kühne        | 21 avril 1999     | 24  | 2          |
| 23     | Kai Kokolakis        | 19 juillet 1994   | 28  | 19         |
| 26     | Mohan Gandhi (C)     | 17 mars 1993      | 30  | 113        |
| 29     | Marius Leser         | 29 août 2002      | 21  | 6          |
| 32     | Mehtab Grewal        | 9 janvier 2005    | 18  | 5          |
| 33     | Jack Heldens         | 27 août 1997      | 26  | 10         |
| 35     | Stuart Kentwell      | 16 mai 2001       | 22  | 0          |

### Brésil
La composition a été annoncée le 11 septembre 2023.
Entraîneur :  Claudío Rocha
| Numéro | Joueur                  | Date de naissance | Âge | Sélections |
| ------ | ----------------------- | ----------------- | --- | ---------- |
| 2      | Bruno Mendonça          | 7 janvier 1984    | 39  | 86         |
| 5      | Mateus Santos           | 12 décembre 1999  | 23  | 9          |
| 6      | Adam Imer               | 8 août 1989       | 34  | 31         |
| 7      | André Patrocínio (C)    | 20 février 1990   | 33  | 102        |
| 8      | Yuri van der Heijden    | 20 juillet 1990   | 33  | 114        |
| 9      | Stéphane Smith          | 15 mai 1989       | 34  | 50         |
| 10     | Joaquín López           | 12 février 1990   | 33  | 39         |
| 11     | Gabriel Martins         | 5 mai 2000        | 23  | 12         |
| 12     | Arthur Giro             | 29 décembre 2003  | 19  | 9          |
| 15     | Patrick van der Heijden | 19 septembre 1992 | 31  | 87         |
| 20     | Nalbert Figueiredo      | 5 mai 1998        | 25  | 5          |
| 21     | Lucas Paixão            | 2 septembre 1994  | 29  | 80         |
| 22     | Eduardo Ludueña         | 8 avril 2002      | 21  | 5          |
| 30     | Jean Costa              | 8 juillet 2000    | 23  | 5          |
| 31     | Rodrigo Faustino (GB)   | 6 janvier 1987    | 36  | 73         |
| 32     | Matheus Borges          | 20 juillet 1993   | 30  | 104        |

### Trinité-et-Tobago
La composition de Trinité-et-Tobago pour les Jeux panaméricains de 2023,[source secondaire nécessaire].
Entraîneur :  Darren Cowie
| Numéro | Joueur            | Date de naissance | Âge | Sélections |
| ------ | ----------------- | ----------------- | --- | ---------- |
| 3      | Joel Daniel       | 11 novembre 2000  | 22  | 13         |
| 5      | Jeremy Nieves     | 4 janvier 1999    | 24  | 0          |
| 6      | Jovan Wren        | 17 mars 2001      | 22  | 5          |
| 7      | Jordan Vieira (C) | 24 juin 1996      | 27  | 38         |
| 10     | Dylan Francis     | 8 novembre 1997   | 25  | 26         |
| 11     | Tariq Marcano     | 17 juillet 1996   | 27  | 63         |
| 12     | Daniel Byer       | 6 octobre 1997    | 26  | 25         |
| 14     | Teague Marcano    | 18 juin 2000      | 23  | 37         |
| 15     | Tarell Singh      | 16 avril 2002     | 21  | 3          |
| 18     | Mickell Pierre    | 13 mars 1988      | 35  | 158        |
| 19     | Shaquille Daniel  | 5 mai 1994        | 29  | 81         |
| 21     | Caleb Guiseppi    | 12 juillet 2000   | 23  | 14         |
| 23     | Andrey Rocke (GB) | 10 août 1981      | 42  | 129        |
| 24     | Ethan Reynos      | 25 décembre 2001  | 21  | 8          |
| 25     | Shawn Phillip     | 24 septembre 2003 | 20  | 0          |
| 30     | Lyndell Byer      | 9 mai 1995        | 28  | 38         |